# Khu bảo tồn biển Phú Quốc
Khu bảo tồn biển Phú Quốc nằm trong vùng biển thuộc thành phố đảo Phú Quốc, tỉnh Kiên Giang, thành lập năm 2007, là một trong 11 Khu bảo tồn biển hiện có tại Việt Nam.

## Lịch sử hình thành
Năm 1994, Chương trình WWF Đông Dương và Viện Hải dương học đã tiến hành điều tra về đa dạng sinh học biển tại một nhóm các đảo nhỏ thuộc vùng cảng An Thới ở phía nam đảo Phú Quốc. Qua kết quả điều tra, cả hai cơ quan đã thống nhất đề nghị thành lập khu bảo tồn biển An Thới (ADB, 1999).
Trong năm 1998, Bộ Khoa học, Công nghệ và Môi trường (cũ) đã có đề xuất thành lập khu bảo tồn biển Phú Quốc. Trong đề xuất đó, chưa xác định tổng diện tích khu bảo tồn biển là bao nhiêu (Nguyễn Chu Hồi et al. 1998). Tiếp theo đó, Ngân hàng Phát triển Châu Á (ADB, 1999) đã có đề xuất sáp nhập Khu Bảo tồn Thiên nhiên Phú Quốc và khu đề xuất bảo tồn biển An Thới thành một khu duy nhất có tên là: Phú Quốc-An Thới. Khu này sẽ có diện tích 33.657 ha, bao gồm hợp phần đất liền 14.957 ha và hợp phần biển là 18.700 ha. Riêng hợp phần biển lại chia 2 phân khu: phân khu phía bắc mở rộng tới khu vực phía bắc đảo, nối liền với VQG Phú Quốc có diện tích 9.900 ha; và phân khu phía nam chính là khu đề xuất bảo tồn biển An Thới 8.800 ha (ADB, 1999).
Để bảo vệ diện tích cỏ biển và san hô hiện có ở vùng biển Phú Quốc, UBND tỉnh Kiên Giang đã ra quyết định số 19/QĐ UBND ngày 03/01/2007 thành lập Khu bảo tồn biển Phú Quốc.
Theo đó, Khu bảo tồn gồm có hai khu: khu bảo tồn cỏ biển rộng 6.825ha trải rộng từ xã Bãi Thơm đến xã Hàm Ninh, tính từ ven biển trở ra 3 km; khu bảo tồn rạn san hô rộng 9.720ha thuộc cụm đảo xã Hòn Thơm, huyện Phú Quốc. Ngoài chức năng bảo tồn loài, sinh cảnh các hệ sinh thái rạn san hô, thảm cỏ biển, Khu bảo tồn biển Phú Quốc còn bảo tồn hệ sinh thái rừng ngập mặn và các loài động thực vật biển quí hiếm ở huyện đảo này.
Năm 2020, Vườn quốc gia Phú Quốc công bố Quyết định số 1890/QĐ-UBND ngày 13/8/2020 của UBND tỉnh Kiên Giang về việc phê duyệt điều chỉnh phạm vi, diện tích các phân khu trong Khu bảo tồn biển Phú Quốc, tỉnh Kiên Giang. Theo Quyết định phê duyệt điều chỉnh, phạm vi ra soát, phân vùng Khu bảo tồn biển thuộc Vườn Quốc gia Phú Quốc có tổng diện tích là 40.909,47 ha (tăng 14.046,3 ha so với phạm vi, diện tích được phê duyệt tại Quyết định số 19/QĐ-UBND ngày 03/01/2007); bao gồm khu vực bảo vệ san hô và khu vực bảo vệ thảm cỏ biển, với 03 phân khu: Bảo vệ nghiêm ngặt 7.087,37 ha; phục hồi sinh thái 11.537,51 ha; dịch vụ - hành chính 9.817,02 ha và thiết lập vùng đệm 12.467,57 ha.

## Hệ sinh thái
Biển Phú Quốc được đánh giá là một ngư trường giàu có với trữ lượng cá ước đạt khoảng 464.000 tấn. Ngoài nhóm cá, vùng biển Phú Quốc còn có nhiều nhóm hải sản có giá trị cao như tôm, mực, ghẹ, ốc nhảy, trai ngọc, sò huyết, sò lông, nghêu lụa, bạch tuộc, hải sâm, cá ngựa v.v… 
Ở Bắc đảo thuộc hai xã Hàm Ninh và Bãi Thơm là vùng thảm cỏ biển rộng lớn, phía nam đảo là quần đảo An Thới đây là khu vực có những rạn san hô lớn sinh sống, các rạn san hô ở đây đang là nơi cư trú và cung cấp nguồn thức ăn dồi dào cho các loài cá sống ở rạn, nơi đây có tới 152 loài cá thuộc 71 giống và 31 họ, trong đó các họ cá có giá trị kinh tế cao như cá mú 13 loài, cá mó 11 loài, cá dìa 8 loài, 7 loài cá hồng, 8 loài cá đổng. Tảo biển có 98 loài thuộc 51 giống, trong đó có 31 loài tảo đỏ, tảo lục và tảo nâu. Động vật thân mềm có 132 loài thuộc ba giống của 35 họ thân mềm sinh sống trong rạn san hô, phổ biến nhất là ốc đụn, ngọc trai, trai tai tượng vảy. Da gai có 32 loài thuộc 23 giống của 15 họ da gai, trong đó hải sâm là phong phú nhất. Đặc biệt tại vùng biển này ghi nhận có sự xuất hiện của những loài nằm trong danh mục bị đe dọa tuyệt chủng như dugong (bò biển), rùa biển, cá heo, ngoài hệ động vật hệ thực vật ở đây rất phong phú hiện đảo có chín loài cỏ biển sinh sống, phân bố ở phía đông đảo và một ít ở bắc và nam đảo với tổng diện tích 10.600 ha.
Khu bảo tồn lõi san hô: Phú Quốc có 21 điểm có san hô, phía Tây Bắc đảo 3 điểm và phía Nam đảo 18 đã cho thấy sự phân bố và diện tích rạn san hô chủ yếu tập trung ở xung quanh các cụm đảo phía Tây Nam quần đảo An Thới như: Hòn Bần, Hòn Thầy Bói, Hòn Đồi Mồi, Hòn Móng Tay, Gành Dầu, Mũi Ông Quới, Cửa Cạn,…với các loại san hô phân bố vùng ven các đảo chủ yếu thuộc kiểu dạng Rạn riềm không điển hình (Non-fringing reefs) và các loại san hô phát triển trên nền tảng đá, một số khu vực khác phát triển trên nền đáy cát như ở Hòn Vong, nam Hòn Mây Rút. Tổng diện tích rạn san hô tại vùng biển Phú Quốc là 473,9 ha, trong đó tập trung chủ yếu ở phía nam đảo Phú Quốc với diện tích 362,2 ha (76%), diện tích lớn nhất ở khu vực Cửa Cạn 37 ha và nhỏ nhất là Hòn Bần 1,2 ha. Số liệu này đã cho thấy diện tích khảo sát lần này đã tăng lên rất nhiều so với trước đây (năm 2004 chỉ là 130,4 ha) vì có thêm những phát hiện mới về Rạn san hô ở các bãi cạn Hòn Kim Quy, bãi cạn Hòn Mây Rút,… 